# Antonie Frederik Jan Floris Jacob van Omphal
 (mai 2018).
Si vous disposez d'ouvrages ou d'articles de référence ou si vous connaissez des sites web de qualité traitant du thème abordé ici, merci de compléter l'article en donnant les références utiles à sa vérifiabilité et en les liant à la section « Notes et références ».
Antonie Frederik Jan Floris Jacob Baron van Omphal (2 mai 1788 – 8 juillet 1863) est un lieutenant-général néerlandais et, de manière plus exceptionnelle, l'aide-de-camp de Guillaume III. Il a reçu les insignes de chevalier de l'ordre militaire de Guillaume parmi d'autres honneurs.

## Famille
Antonie Frederik Jan Floris Jacob van Omphal est né le 2 mai 1788 à Tiel dans la république des sept Provinces-Unies des Pays-Bas. Il était un des fils de Diederik van Omphal, seigneur de IJzendoorn (1752-1813), et de sa seconde épouse Wilhelmine Anna Cornelia de Pagniet (1765-1806). Son père et son grand-père avaient été officiers au service des forces armées néerlandaises, les forces des Staten-Generaal. Son ancêtre Jacob von Omphal (1500-1557) avait été anobli par l'Empereur Ferdinand Ier. Van Omphal lui-même fut fait baron en 1834 ; il meurt, célibataire, en 1863, et sa lignée n'eut plus de descendants.

## Carrière militaire
Van Omphal a commencé son service pendant le Royaume de Hollande. Faisant partie des troupes néerlandaises de la force expéditionnaire en Espagne, il a participé à la bataille de Ciudad Real. En 1810, le royaume a été annexé par le Premier Empire français et les forces néerlandaises ont été incorporées dans l'armée française. Ainsi, en 1812, Van Omphal a pris part à l'invasion française de la Russie ; il a été l'un des rares néerlandais survivants. Il s'est distingué par son courage lors de la bataille de Leipzig (16-18 octobre 1813), à l'époque où il était premier lieutenant pour le deuxième régiment de lanciers de la garde impériale de Napoléon Ier. 
Après la défaite française de 1814, Van Omphal entra au service de la nouvelle principauté des Pays-Bas. Il était présent à la bataille des Quatre Bras, où les armées néerlandaises bloquent l'avance du Marshall Ney, et deux jours plus tard, à la bataille de Waterloo. Il a reçu la croix de l'ordre militaire de Guillaume en 1815, en tant que capitaine. Le 1er novembre 1825, il fut promu capitaine, afin de servir comme aide de camp du lieutenant-général David Hendrik Chassé. Van Omphal servit comme aide-de-camp pour trois rois: Guillaume ier, Guillaume II et Guillaume III. Le 1er septembre 1831, il fut fait lieutenant-colonel, et après sa promotion au grade de colonel en 1837, il a commandé le premier régiment de cuirassiers. Il se retira, avec les honneurs, de l'armée le 1er août 1851 avec une pension de retraite et le grade de lieutenant-général. En 1852, le roi honora Van Omphal en lui permettant d'assister aux funérailles du Duc de Wellington. Les deux hommes avaient été des amis pendant de nombreuses années, Wellington organisait un banquet annuel chaque 18 juin en guise de commémoration de la bataille de Waterloo, Van Omphal y était toujours présent.
Van Omphal a été fait chevalier de l'ordre militaire de Guillaume, Grand-Croix (1849) et commandant (1857) de l'ordre de la Couronne de Chêne, chevalier de la Légion d'Honneur, commandant de l'ordre royal des Guelfes et de l'ordre de Dannebrog, chevalier de l'ordre souverain de Malte, de l'ordre de Sainte-Anne de seconde classe avec des diamants, de l'ordre de l'Aigle Rouge de deuxième classe, de l'ordre de l'Épée avec la grand-croix et de l'ordre de Saint-Stanislas de première classe, et Grand Officier de l'ordre de Léopold (1859). Après son départ de l'armée, il a occupé, entre autres, le poste de directeur du fonds pour les veuves et les orphelins des officiers de l'Armée.
Il est mort à La Haye le 8 juillet 1863, et y fut enterré au cimetière de Oud Eik en Duinen.